# Sad Eyed Lady of the Lowlands
«Sad Eyed Lady of the Lowlands» (en español, "Señorita de ojos tristes de las tierras bajas") es una canción compuesta por el cantante estadounidense Bob Dylan, incluida en el álbum Blonde on Blonde, editado el 16 de mayo de 1966. Según reveló el propio compositor, trata sobre su primera mujer, Sara Lownds.
La revista Mojo, la colocó en el puesto #3, de su lista de Las 100 mejores canciones de Bob Dylan.